# Bay Lake (Floryda)
Bay Lake – miasto w Stanach Zjednoczonych, w stanie Floryda, w hrabstwie Orange. Jedna z najmniejszych pod względem liczby mieszkańców, zaledwie 23 (2023 r.), miejscowości w stanie Floryda.